# Mauritania
La Mauritania (berbero: Cengiṭ o Agawej o Agawec, arabo: موريتانيا o شنقيط), ufficialmente Repubblica Islamica della Mauritania (in arabo الجمهورية الإسلامية الموريتانية‎?, al-Jumhūriyyah al-Islāmiyyah al-Mawrītāniyyah) è uno Stato dell'Africa occidentale, confinante con il Sahara Occidentale a nord, l'oceano Atlantico ad ovest, il Senegal a sud-ovest, il Mali a sud e ad est, e l'Algeria a nord-est. La capitale è Nouakchott.
Da non confondersi con l'antica regione della Mauretania, è attraversata al proprio interno dal confine tra mondo arabo e Africa nera; la capitale, e città più grande, è Nouakchott, posta sulla costa atlantica. In essa ha corso una moneta non decimale ed è uno dei 77 Stati in cui l'omosessualità è considerata un crimine, per legge punibile con la pena di morte, e uno dei 53 paesi in cui è in vigore tale forma di pena (anche se l'ultima esecuzione di pena capitale nel Paese risale al 1987, inflitta a tre ufficiali dell'esercito condannati per alto tradimento).
La situazione socioeconomica del Paese è abbastanza critica, dal momento che circa il 45% della popolazione vive con meno di due dollari al giorno.
Dal III al VII secolo d.C. le tribù berbere dal Nord Africa migrarono verso l'odierna Mauritania, spostando il popolo dei Bafours, abitanti originari di quella zona e antenati del popolo Soninke. I Bafours erano essenzialmente agricoltori e furono una delle prime popolazioni del Sahara ad abbandonare il tradizionale stile di vita nomade. Questo popolo migrò a sud a causa del progressivo inaridimento della zona del Sahara. A loro volta, tribù berbere, arabe e altri popoli centro-sahariani migrarono verso l'Africa occidentale.
Nell'XI secolo la piccola tribù dei Bafours si era evoluta in un grande e relativamente ricco impero (impero Sononke), che si estendeva dall'odierno Stato del Ghana sino alla Mauritania, includendo parte di Senegal e Mali. Allo stesso modo, nel Nord Africa gli Arabi avevano conquistato gran parte della sponda sud del Mar Mediterraneo, nonché parte di Spagna, Portogallo e Sicilia. Le popolazioni berbere, seppur influenti, rimasero sostanzialmente senza potere, essendo state conquistate dall'impero Soninke.
Nel 1076 monaci guerrieri musulmani attaccarono e conquistarono l'antico impero del Ghana. Durante i successivi cinquecento anni, gli Arabi, affrontando la fiera resistenza delle popolazioni locali (berbere e non berbere) riuscirono a dominare finalmente la Mauritania. La guerra mauritana dei trent'anni (1644-1674) fu l'ultimo e fallimentare tentativo di respingere gli invasori arabi.
All'inizio del XX secolo la zona fu sottoposta alla dominazione francese. Durante il periodo coloniale, la popolazione locale rimase nomade, ma molti popoli sedentari, i cui antenati erano stati allontanati dalla Mauritania secoli prima, iniziarono a "ritornare" in Mauritania.
Nel 1960 il Paese divenne indipendente. L'odierna capitale Nouakchott fu fondata dove sorgeva un piccolo villaggio coloniale, Ksar. In quell'anno il 90% della popolazione era ancora nomade. Con l'indipendenza, un gran numero di popoli indigeni (Haalpulaar, Soninke, Wolof) arrivarono in Mauritania, attraversando il fiume Senegal. Istruiti in francese, molti di loro divennero funzionari, soldati e amministratori del nuovo Stato.
La parte del Paese più vicina alla cultura araba reagì, cercando di arabizzare molti aspetti della società, soprattutto lingua e leggi. Si sviluppò una frattura tra chi considerava la Mauritania uno Stato arabo e chi poneva maggiore importanza sugli aspetti non arabi. Questo disaccordo sulla visione della società mauritana si esternò durante gli "eventi del 1989", quando si verificarono episodi di violenza tra le due fazioni.
La tensione è ancora una delle principali caratteristiche della vita politica mauritana.

## Storia

### Preistoria

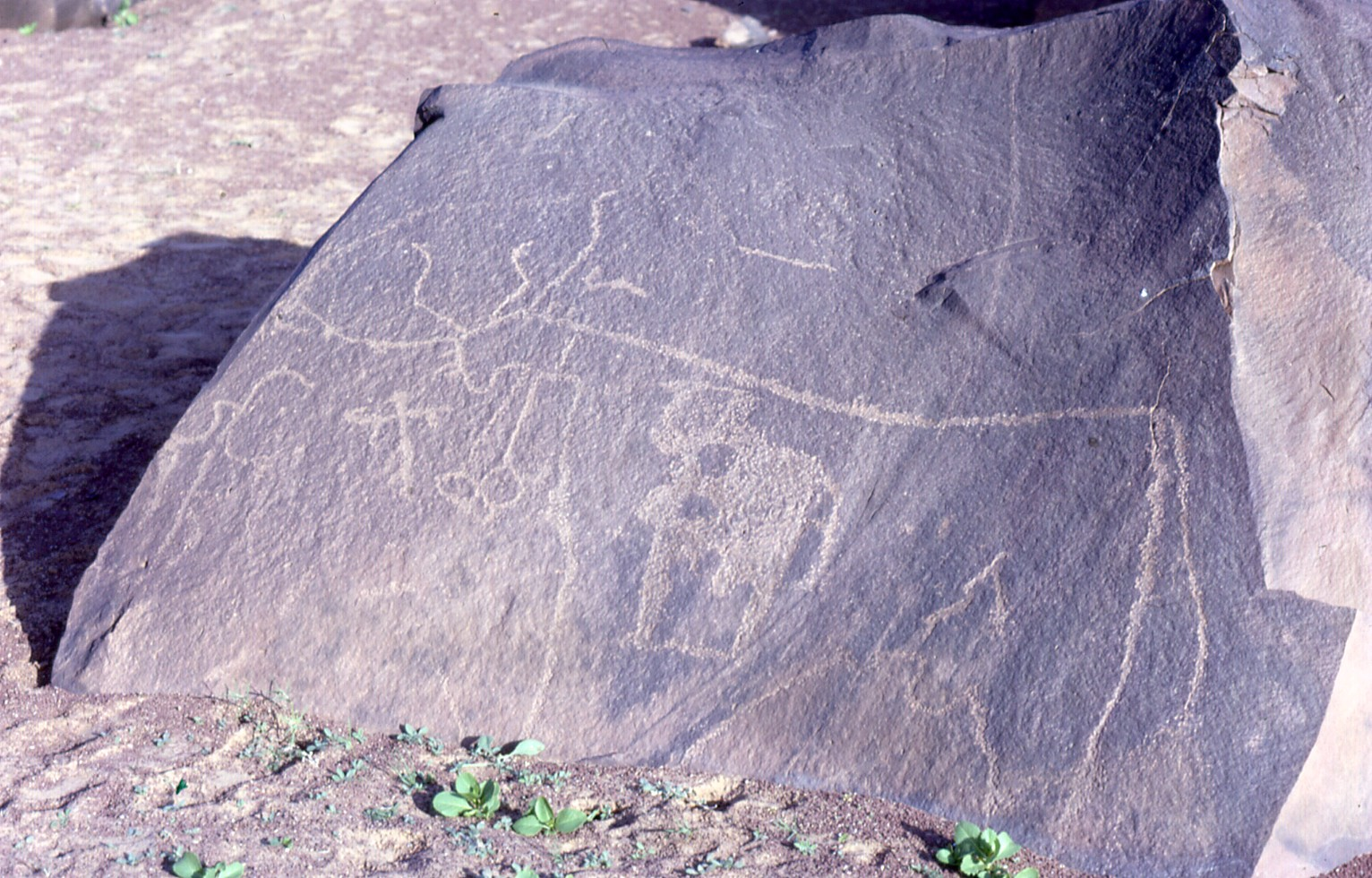
Incisioni rupestri in Mauritania

I numerosi dipinti e incisioni rupestri nella parte inferiore di grotte e scogliere ci dicono che la Mauritania non è sempre stata una regione desertica, ma fertile e piena di corsi d'acqua. Il ritrovamento di ciottoli lavorati su due lati ci testimonia la presenza di esseri umani sin dal Paleolitico inferiore. Si stabilirono in epoca preistorica e protostorica popolazione melanoderme di cacciatori e pastori nomadi a cui si aggiunsero popolazioni berbere, che, fondendosi progressivamente con quelle autoctone, diedero origine ai Mauri.

### L'Impero del Ghana
Dal III al VII secolo d.C. le tribù berbere dal Nord Africa migrarono verso l'odierna Mauritania, spostando il popolo dei Bafours, abitanti originari di quella zona e antenato del popolo Soninke. I Bafours erano essenzialmente agricoltori e furono una delle prime popolazioni del Sahara ad abbandonare il tradizionale stile di vita nomade. Questo popolo migrò a sud a causa del progressivo inaridimento della zona del Sahara. A loro volta, tribù berbere, arabe e altri popoli centro-sahariani migrarono verso l'Africa occidentale. Nell'XI secolo la piccola tribù dei Bafours si era evoluta in un grande e relativamente ricco impero (impero Sononke), che si estendeva dall'odierno Stato del Ghana sino alla Mauritania includendo parte del Senegal e del Mali. Allo stesso modo, nel Nord Africa gli Arabi avevano conquistato gran parte della sponda sud del Mar Mediterraneo, nonché parte della Spagna, del Portogallo e della Sicilia. Le popolazioni berbere, seppur influenti, rimasero sostanzialmente senza potere, essendo state conquistate dall'impero Soninke.

### L'Islamizzazione
Nel 1076 guerrieri-eremiti musulmani attaccarono e conquistarono l'antico impero del Ghana. Durante i successivi cinquecento anni, gli Arabi, affrontando la resistenza delle popolazioni locali (berbere e non berbere), riuscirono a dominare la Mauritania. La guerra mauritana dei trent'anni (1644-1674) fu l'ultimo e fallimentare tentativo di respingere gli invasori arabi. In questo periodo i Mauri, dapprima predoni, si sedentarizzarono e vennero impiegati dai berberi almoravidi come mercenari nelle guerre con gli Stati vicini.

### La colonizzazione
Gli inizi della colonizzazione si possono far risalire ai tentativi portoghesi del XV secolo; due secoli più tardi la regione vide la rivalità tra olandesi, francesi e inglesi per ottenere il monopolio del traffico degli schiavi e della gomma arabica.
Nel 1903 la Mauritania viene definita dai francesi «protectorat des pays maures»; la zona fu governata da capi locali sotto il protettorato francese. Nel 1920 la Mauritania entra a far parte ufficialmente dell'Africa Occidentale Francese (AOF), ma solo nel 1934 i francesi avranno ragione della resistenza armata e nel 1936 completeranno l'occupazione militare.
Nel 1946 la Mauritania raggiunge lo status di territorio d'oltremare francese e, il 10 novembre 1946, Ahmeddou Ould Horma Ould Pet diventa il primo deputato mauritano all'Assemblea nazionale francese.
Nel 1958 la Mauritania ebbe accesso all'autonomia nel quadro della Comunità franco-africana. Durante il periodo coloniale, la popolazione locale rimase nomade, ma molti popoli sedentari, i cui antenati erano stati allontanati dalla Mauritania secoli prima, iniziarono a ritornare nel Paese.

### L'indipendenza
Il 28 novembre 1960 il Paese divenne indipendente e Moktar Ould Daddah fu il primo presidente; tuttavia, i francesi mantennero il controllo sull'economia. L'odierna capitale Nouakchott fu fondata dove sorgeva un piccolo villaggio coloniale, Ksar. In quell'anno il 90% della popolazione era ancora nomade. Con l'indipendenza, un gran numero di popoli indigeni (Haalpulaar, Soninke, Wolof) arrivarono in Mauritania, attraversando il fiume Senegal. Istruiti in francese, molti di loro divennero funzionari, soldati e amministratori del nuovo Stato. La vita politica dello Stato è stata inizialmente caratterizzata dai contrasti con il Marocco per ragioni di frontiera.
Nel 1972 il presidente Moktar Ould Daddah uscì dalla zona monetaria francese, istituendo l'ouguiya come valuta della Mauritania; nel 1974 nazionalizzò la MIFERMA (Società delle miniere di ferro della Mauritania). A causa di numerose difficoltà come il Polisario, i conflitti al confine nord, la siccità che nel 1975 decimò il bestiame e i relativi ingenti problemi economici, il governo si indebolì e il 10 luglio 1978 un golpe instaurò una dittatura militare. Nel 1984 l'ascesa al potere di Maaouya Ould Sid'Ahmed Taya reindirizzò la Mauritania verso la democrazia, istituendo elezioni amministrative nel 1986 e una nuova costituzione aperta al multipartitismo e alla libertà di stampa. Le successive elezioni presidenziali del 1992 e 1997 videro ancora l'affermazione di Maaouya Ould Sid'Ahmed Taya. Le presidenziali del 1997 furono caratterizzate dal boicottaggio dell'opposizione, che criticava la mancanza di trasparenza di tali elezioni.
La parte del Paese più vicina alla cultura araba nel tempo cercò di arabizzare molti aspetti della società, soprattutto lingua e leggi. Si sviluppò una frattura tra chi considerava la Mauritania uno Stato arabo e chi poneva maggiore importanza sugli aspetti non arabi.
Questo disaccordo sulla visione della società mauritana si esternò durante gli "eventi del 1989", quando si verificarono episodi di violenza tra le due fazioni. La tensione è ancora una delle principali caratteristiche della vita politica mauritana, ma un considerevole numero di persone, di entrambe le parti, è favorevole a una società pluralistica.
Un colpo di Stato militare avvenuto la mattina del 3 agosto 2005, pianificato dal Conseil Militaire pour la Justice et la Démocratie, ha posto fine al governo ormai ventennale di Maaouya Ould Sid'Ahmed Taya, approfittando della temporanea assenza del presidente, che si trovava in Arabia Saudita per i funerali di re Fahd; i golpisti hanno sferrato un assalto e conquistato i centri strategici del Paese, portando al potere Ely Ould Mohamed Vall, prima segretario della sicurezza personale del presidente.
Il consiglio militare, nel primo comunicato, "si impegna di fronte al popolo a creare condizioni favorevoli alla nascita di una democrazia aperta e trasparente", precisando di restare al governo della repubblica islamica per due anni e di indire successivamente elezioni democratiche.

### Il colpo di Stato del 2008
L'11 marzo 2007, al primo turno delle elezioni, nessuno dei diciannove candidati superò il 50%, rendendo necessario il ballottaggio tra Sidi Mohamed Ould Cheikh Abdallahi, economista (e più volte ministro, appoggiato anche dai militari), e Mohamed Khouna Ould Haidalla, storico esponente dell'opposizione. Il 25 marzo 2007 Abdallahi divenne presidente con il 53% dei voti, al termine di un voto tranquillo e regolare, con un'affluenza del 67%.
Il 24 dicembre 2007 quattro turisti francesi furono assassinati nella regione di Aleg. Per questo motivo, il governo francese cancellò l'edizione 2008 del rally di Dakar, nonostante le rassicurazioni del governo locale.
Il 6 agosto 2008 le Forze armate presero il controllo del palazzo presidenziale nella capitale Nouakchott e unità dell'esercito circondarono i principali edifici pubblici. Furono arrestati il presidente Sidi Ould Cheikh Abdallah, il primo ministro Yahya Ould Ahmed Waghf e il ministro dell'Interno. A guidare il colpo di Stato fu proprio l'ex capo della Guardia presidenziale, il generale Mohamed Ould Abdel Aziz, che era stato rimosso dal presidente Abdallah insieme a diversi ufficiali. Come primo atto, i golpisti annullarono proprio le ultime nomine militari decise dal presidente.
Il 9 agosto 2008 il presidente di turno dell'Unione africana, Bernard Membe, annunciò che "l'Unione africana sospenderà la Mauritania fino a quando la democrazia non sarà ripristinata nel Paese". Oltre alla condanna della Commissione europea e della Casa Bianca, arrivò anche la condanna di al-Qāʿida, che indicò come complici del golpe "Paesi miscredenti" come gli Stati Uniti, la Francia e Israele. Il 14 agosto 2008 la giunta militare nominò Moulaye Ould Mohamed Laghdaf, ex ambasciatore in Belgio, nuovo Primo ministro. Il 21 agosto 2008 la polizia arrestò l'ex premier Yahya Ould Ahmed El Waghef, che il giorno prima aveva guidato una grande manifestazione pacifica contro il colpo di Stato. Yahya Ould Ahmed El Waghef era stato arrestato il giorno del golpe insieme al presidente e liberato cinque giorni dopo. Subito dopo la liberazione si era impegnato in una grande campagna per far tornare Abdallahi presidente.
Il 15 settembre 2008 dodici soldati mauritani di pattuglia nell'estremo nord del Paese (nei pressi di Toutine) vennero catturati in un'imboscata. Cinque giorni dopo furono ritrovati morti, sgozzati. L'attentato fu rivendicato dalla branca di al-Qāʿida nel Maghreb islamico. L'Unione europea espresse subito la propria "solidarietà" alla Mauritania "nella lotta contro il terrorismo". Il 5 ottobre 2008, alla vigilia della scadenza di un ultimatum posto dall'Unione africana, a Nouakchott, i manifestanti anti-golpisti del Fronte nazionale di difesa della democrazia (Fndd), sostenitori di Sidi Mohamed Ould Cheikh Abdallahi, vennero dispersi dalla polizia con gas lacrimogeni. I manifestanti volevano il reintegro del presidente Sidi Ould Cheikh Abdallahi nelle sue funzioni entro il 6 ottobre, come espresso dal Consiglio di pace e di sicurezza dell'organizzazione continentale.
Il 18 dicembre 2009 una coppia di italiani, Sergio Cicala e la moglie Philomène Kabouré (originaria del Burkina Faso), in viaggio nel deserto del Sahara, venne rapita. Il sequestro fu rivendicato dall'organizzazione Gruppo salafita per la predicazione e il combattimento, già nota come «al-Qāʿida per il Maghreb Islamico». I coniugi furono liberati il 17 aprile, dopo una lunga trattativa condotta dal presidente del Burkina Faso, Blaise Compaoré.
Il 18 luglio 2010 Mohamed Ould Abdel Aziz, capo della giunta militare e autore del golpe del 6 agosto 2008, che aveva rovesciato il presidente Sidi Mohamed Ould Cheikh Abdallahi, fu eletto quarto presidente, con il 52% dei suffragi; egli si propose di combattere il terrorismo con il pugno di ferro.

## Geografia

### Morfologia

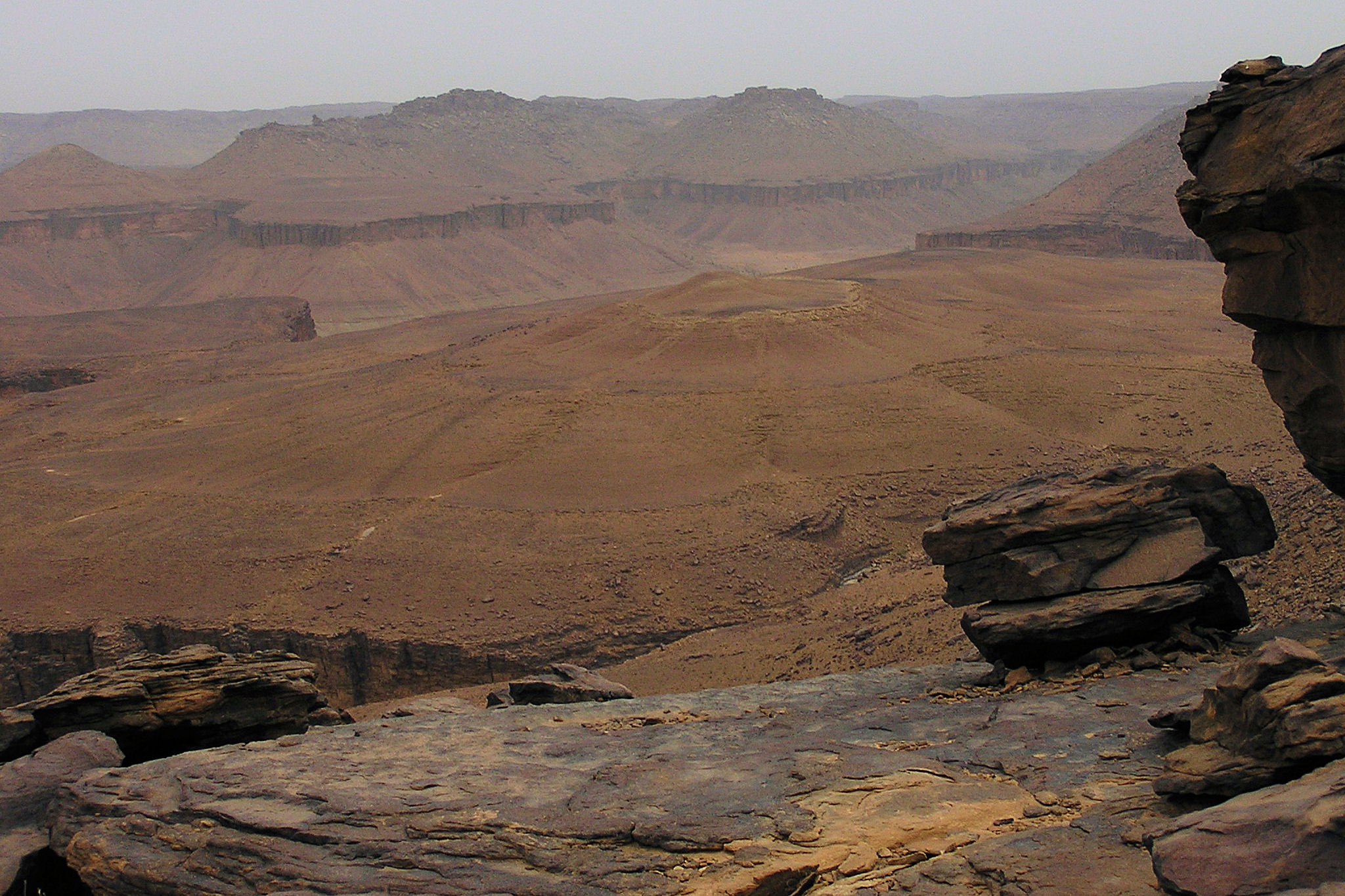
Il paesaggio nei pressi dell'Adrare

Principalmente sahariana e saheliana a sud, il suo territorio è per il 75% deserto sabbioso e roccioso. La cima principale è il Kediet ej Jill di 915 m. Situata a nord nei pressi di Zouérate, a causa del selvaggio sfruttamento minerario sta subendo una lenta erosione. I principali massicci montuosi, Adrar e Tagant, non superano l'altitudine di 600 m, ai loro piedi si estendono grandi altopiani che caratterizzano la parte settentrionale e orientale della Mauritania.

### Idrografia
L'unico corso d'acqua è il Senegal, che si snoda per 1440 km all'interno del confine mauritano; gli altri sono corsi d'acqua stagionali (wed). Il Sebkha de Norhamcha è il lago più esteso.

### Clima
In Mauritania esistono tre regioni climatiche: quella di Nouakchott, con influenza marittima e alisei costanti; la regione del fiume Senegal con alte temperature per sei o sette mesi l'anno (il clima più umido favorisce la savana); la regione sahariana dal clima torrido (le temperature possono superare i 45°) con forti escursioni termiche giornaliere, ma in cui, in inverno, le temperature notturne possono avvicinarsi allo zero.
Da marzo a settembre le temperature tendono ad aumentare nelle zone interne; in marzo e aprile vi possono essere tempeste di sabbia. Da novembre a febbraio fa molto caldo di giorno, ma le notti sono fresche. La stagione delle piogge (detta hivernage), da luglio a settembre, si presenta sotto forma di temporali torrenziali, ma brevi, più rilevanti a sud; in questo periodo le dune si ricoprono di un leggero strato di vegetazione e i wadi si trasformano in torrenti.

## Popolazione

### Demografia

Andamento della popolazione Mauritana dal 1950 al 2020

La popolazione della Mauritania ammonta, secondo le stime del 2011, a 3 541 540 (nel 2020 4 650 000) abitanti, con un incremento annuo del 2,4%, una natalità del 34,1 per mille, una mortalità del 9,2 per mille, una mortalità infantile del 63,4 per mille e un'aspettativa di vita alla nascita di 60,37 anni.

### Etnie
Dal punto di vista etnico, la popolazione è così composta: arabi 30%, neri 30%, neri arabizzati i cosiddetti haratin 40%. Il rapporto tra la comunità di colore e quella di origine araba risulta ancora oggi caratterizzato da forti contrasti (basti considerare che la schiavitù fu abolita solo nel 1961 ed è comunque tuttora ampiamente praticata).

### Religione

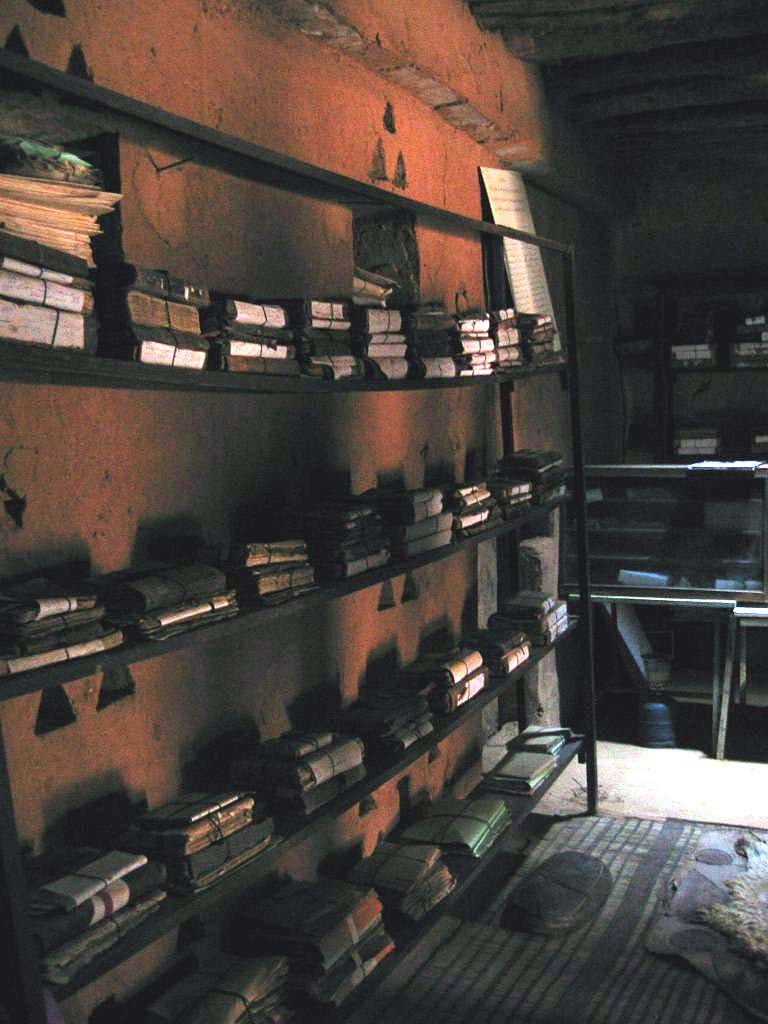
Corano: raccolta in una biblioteca di Chinguetti

Il 99,84% degli abitanti professa la religione islamica, soprattutto sunnita. La costituzione sancisce che la Mauritania è una repubblica islamica e decreta che l'islam è la religione dei cittadini dello Stato. Il governo limita la libertà di religione. La professione di una differente religione è tollerata, con limitazioni nel proselitismo e nella diffusione di materiale religioso. Comunque, i rapporti con le piccole comunità non musulmane sono generalmente pacifici. In Mauritania esistono piccole comunità di cattolici (Chiesa cattolica in Mauritania) e di altri cristiani.

### Lingue
La lingua ufficiale nonché nazionale è l'arabo. Per la comunicazione orale l'arabo è parlato in una variante nota come hassaniyya. Il francese, lingua ufficiale assieme all'arabo fino al 1991, mantiene un ruolo de facto di seconda lingua del Paese.
Sono inoltre parlati diversi idiomi nero-africani (wolof, pulaar (o peul o fulfulde) e soninke). Benché manchino stime precise, esiste ancora un certo numero di parlanti il berbero, la cui lingua, denominata zenaga, presenta numerose particolarità rispetto agli altri dialetti berberi.

## Ordinamento dello Stato

### Suddivisione amministrativa

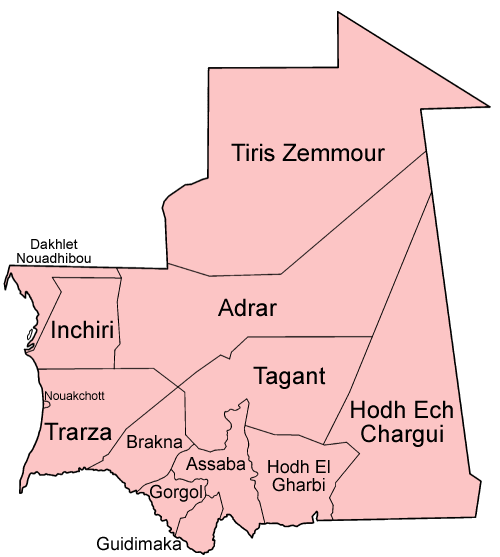
Mappa delle regioni della Mauritania

La Mauritania si divide in 13 regioni (wilāya) e un distretto (della capitale). Ogni regione è divisa in dipartimenti (moughataa, termine derivante dall'arabo classico muqaṭaʿa), a loro volta suddivisi in comuni.
Le regioni della Mauritania sono:
- 1 Regione di Adrar
- 2 Regione di Assaba
- 3 Regione di Brakna
- 4 Regione di Dakhlet-Nouadhibou
- 5 Nouakchott (capitale)
- 6 Regione di Gorgol
- 7 Regione di Guidimagha
- 8 Regione di Hodh-Charghi
- 9 Regione di Hodh-Gharbi
- 10 Regione di Inchiri
- 11 Regione di Tagant
- 12 Regione di Tiris-Zemmour
- 13 Regione di Trarza

### Città principali

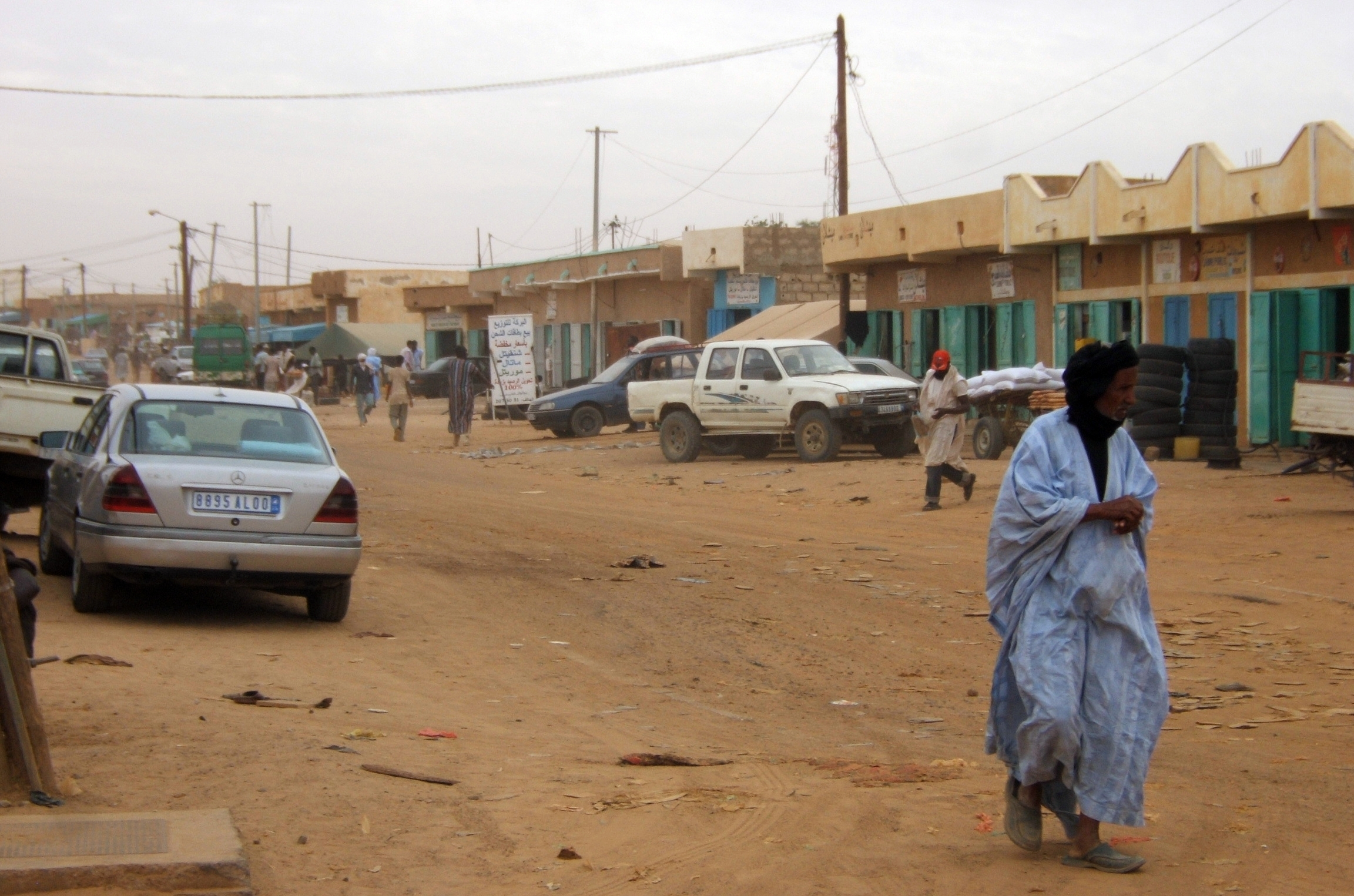
Una via ad Aleg

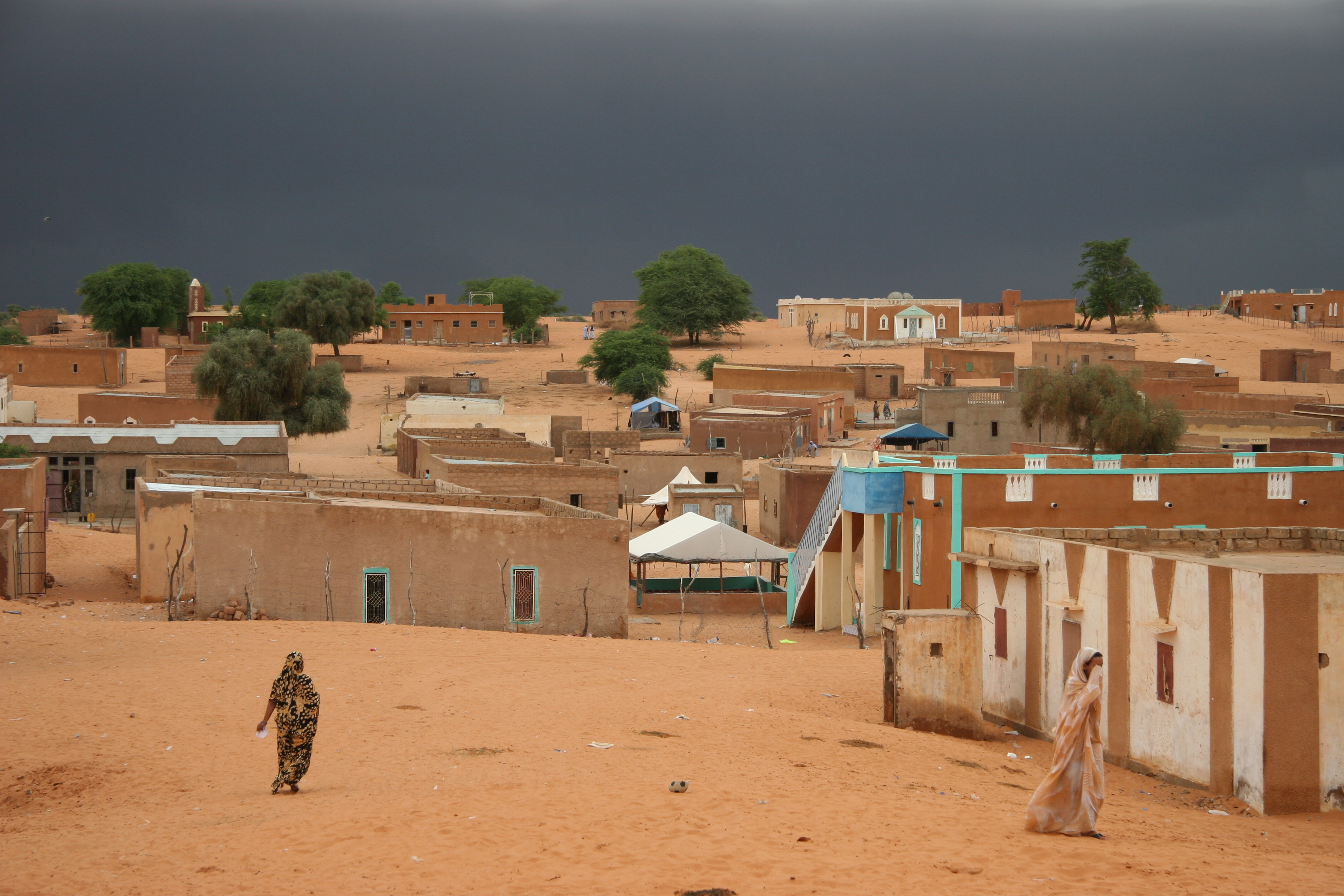
Bareina, un villaggio nel sud-est della Mauritania

Nouakchott (881 000 abitanti) è la capitale del Paese e l'unica grande città. La seconda città del Paese è Nouadhibou (72 337 abitanti) e il capoluogo dell'omonima regione. Oltre il 90% della popolazione della regione vive in questa città che fino al 1969 si chiamava Port Etienne. Principale porto commerciale e di pesca della zona, si affaccia sulla Baia del Levriero nell'Oceano Atlantico. Le industrie principali sono quelle conserviere.
Rosso (48 922 abitanti in arabo Rusu) è il capoluogo della regione Trarza. La città si trova sulla sponda destra del fiume Senegal a circa 220 km dalla capitale Nouakchott. È un importante porto fluviale e mercato agricolo (gomma arabica).
Kaédi (34 227 abitanti) è il capoluogo della regione Gorgol vicino al confine con il Senegal e sulla riva destra del fiume Senegal. Grazie al terreno reso fertile dalle inondazioni stagionale del Senegal e dei suoi affluenti si sono sviluppate in modo considerevole le culture di cereali e gomma arabica.
Buona la pesca. La città possiede inoltre l'unico ospedale della regione e un aeroporto.
Zouérat (33 929 abitanti) è il capoluogo della regione Tiris-Zemmour. Notevole centro minerario (ferro) attraversato dalla ferrovia che collega Nouakchott (distante 650 km) al Marocco.
Kiffa (32 716 abitanti) capoluogo della regione Assaba si trova ai piedi dell'altopiano di Hodh, nel sud della Mauritania.
La città è famosa per le sue case colorate e per le “perline di vetro” (palline di vetro colorate), le cui origini risalgono a circa mille anni fa.
Atar (24 021 abitanti) capoluogo della regione Adrar nella zona montana dell'Adrar sulla strada carovaniera per il Marocco.
La città possiede l'aeroporto e vanta una delle moschee più antiche di tutta la nazione (datata 1674); inoltre alcuni anni fa è stato aperto anche un museo con reperti archeologici rinvenuti nel vicino deserto del Sahara.
Recentemente è stato scoperto un fiume sotterraneo, grazie a un satellite russo lanciato per studiare la topografia dei deserti, la cui acqua “disseterà” tutta la città.
Sélibabi (15 289 abitanti) capoluogo della regione Guidimagha nella Mauritania meridionale, quasi al confine con il Senegal e il Mali, a 500 km dalla capitale.
La città, che possiede un aeroporto, è un importante mercato agricolo (cereali e arachidi) e del bestiame.
Néma (13 759 abitanti) capoluogo della regione Hodh-Charghi all'estremità sud-orientale del Paese. La città è l'ultima raggiungibile dalla camionabile in partenza dalla capitale.
È una delle due città (l'altra è Ayoun el-Atrouss) dalle quali si può raggiungere il Mali.
Tijikja (altresì chiamata Tijigje) (13 532 abitanti) capoluogo della regione Tagant al limite del deserto sahariano. Possiede un aeroporto ed è la maggiore produttrice di palme da datteri della Mauritania.
Aleg (12 898 abitanti) capoluogo della regione Brakna è un grosso centro agricolo (cereali e gomma arabica) nel settore sud-occidentale del Paese.
La città è stata al centro delle cronache mondiali il 24 dicembre 2007, quando, in un attentato rivendicato da un gruppo terroristico di al-Qā`ida, furono uccisi quattro turisti francesi e un quinto fu ferito gravemente.
Ayoun el-Atrouss (11 867 abitanti) capoluogo della regione Hodh-Gharbi è una città “oasi” su una delle due strade sconnesse che portano in Mali. Ha un aeroporto ed è un fiorente mercato del bestiame.
Akjoujt (7 904 abitanti) capoluogo della regione Inchini si chiamava fino al 1969 Fort Repoux. Si tratta di un centro minerario (rame e ferro) a 250 km da Nouakchott e concentra quasi tutta la popolazione della regione.
Altri centri degni di menzione sono: F'Derick, già Fort Gouraud, centro minerario (ferro) sul versante occidentale del Kedia d'Idjil collegata alla capitale da una ferrovia; El-Mreiti, importante oasi nel Sahara occidentale; Chinguetti, dove sono stati riportati alla luce i resti di antichi insediamenti musulmani; Bir-Moghrein, fino al 1969 Fort Trinquet, oasi e stazione carovaniera sulla rotabile per l'Algeria; Boutilimit, importante stazione climatologica; Kankossa, 500 km a sud della capitale sul fiume Karakoro affluente del Senegal e Timbedra, oasi nella regione di Hodh-Charghi.

### Istituzioni

#### Ordinamento scolastico e università
In ambito universitario l'Università di Nouakchott è stata fondata nel 1981.

#### Sistema sanitario
Per andare in Mauritania è necessario vaccinarsi contro la febbre gialla (consigliata anche la profilassi anti-malarica in alcune zone specifiche), contro l'epatite A, l'epatite B, e contro il tifo.
La sanità è scadente. Infatti la maggior parte della popolazione per interventi e cure si reca nella capitale, che ha più strutture ospedaliere di altre città. Scarsa infatti è l'igiene e la dotazione di strumenti e farmaci.

## Politica
La Costituzione della Repubblica islamica di Mauritania è datata 12 luglio 1991. Si ricorda, nel suo preambolo il suo impegno per l'Islam, l'adesione alla Dichiarazione universale dei diritti dell'uomo e alla Carta Africana dei Diritti dell'Uomo e dei Popoli.
Diversi articoli legano definitivamente la costituzione all'Islam:
- "La Mauritania è una Repubblica islamica"
- "L'Islam è la religione del popolo e dello Stato"
- "Il Capo di Stato è musulmano"

Il Presidente della Repubblica è il capo di Stato. Egli è il custode delle istituzioni, come garante della indipendenza della nazione e l'integrità territoriale. Egli è il capo del potere esecutivo e presidente del Consiglio dei ministri. Viene eletto per sei anni a suffragio universale diretto e a maggioranza assoluta.

I candidati devono avere almeno 40 anni e devono presentare apposita domanda al Consiglio costituzionale.

Il Presidente nomina il Primo ministro e può sciogliere l'Assemblea Nazionale. Ha il potere di emanare leggi ed è il comandante supremo delle forze armate. Dopo aver consultato il suo Primo ministro, i presidenti delle due assemblee e il Consiglio costituzionale, il Presidente può adottare misure eccezionali se il Paese è minacciato e le istituzioni non sono più in grado di funzionare.

Il Parlamento è composto da due Camere: l'Assemblea Nazionale e Senato che rappresentano il potere legislativo. Il Parlamento può essere convocato in sessione straordinaria con decreto del Presidente della Repubblica. Il Parlamento si riunisce di diritto due volte l'anno in sessione ordinaria (nel mese di novembre e in maggio). Nel corso di tali sessioni i parlamentari godono di immunità (a meno di rinuncia) e non può essere perseguito o arrestato. È il Parlamento che sancisce le disposizioni legislative, ma può autorizzare il governo (in accordo con il presidente) ad adottare misure che siano contemplate dalla legge.
I deputati sono eletti per cinque anni a suffragio universale diretto. L'età minima è di 25 anni;
I senatori sono eletti per sei anni a suffragio indiretto, il mandato deve essere rinnovato ogni due anni. L'età minima è di 35 anni.
Il Consiglio Costituzionale è composto da sei membri, ogni mandato dura nove anni e non è rinnovabile. Il mandato deve essere rinnovato ogni tre anni.

Il Consiglio Costituzionale garantisce la regolarità delle elezioni o dei referendum e prende in considerazione qualsiasi richiesta. Proclama i risultati e verifica la costituzionalità delle leggi.
I membri devono avere almeno 35 anni:
- 3 membri sono nominati dal Presidente della Repubblica;
- 2 membri dal Presidente dell'Assemblea Nazionale;
- 1 membro dal Presidente del Senato.

La magistratura è indipendente dal potere esecutivo e legislativo. Il Presidente della Repubblica è il garante della sua indipendenza e presiede il Consiglio Supremo della magistratura.
L'Alta Corte di giustizia è composto da membri eletti dall'Assemblea Nazionale e dal Senato. "Il Presidente è responsabile per atti compiuti nell'esercizio delle sue funzioni in caso di alto tradimento". Il Presidente può essere accusato dalle due Camere a maggioranza assoluta e a scrutinio pubblico. I membri del governo sono considerati penalmente responsabili, ma la procedura di cui sopra è applicabile nei casi di danni alla sicurezza dello Stato.
Altre istituzioni:
Alto Consiglio Islamico: composto da cinque membri, viene consultato dal Presidente della Repubblica.
Il Consiglio Economico e Sociale: dà il proprio parere su ogni questione della vita economica, sociale e dei progetti, proposta di legge o decreti in questo settore.

### La schiavitù in Mauritania
Per generazioni, gli abitanti di colore della Mauritania (noti come "mauri neri" o haratin) vissero come schiavi dei loro padroni, i "mauri bianchi" o bidhan, discendenti dai conquistatori arabi. Nel corso del Novecento la schiavitù fu abolita ben tre volte: nel 1905 dai francesi, nel 1965 dalla costituzione e infine nel 1981; nonostante ciò, tale realtà permane sotto diverse forme ancora oggi: basti pensare che solo nell'agosto del 2007 la schiavitù è stata ufficialmente "criminalizzata".
Secondo l'attivista Biram Dah Abeid al 2018 le persone in schiavitù sono stimate in 5-600.000 ovvero circa il 20% della popolazione.

## Economia

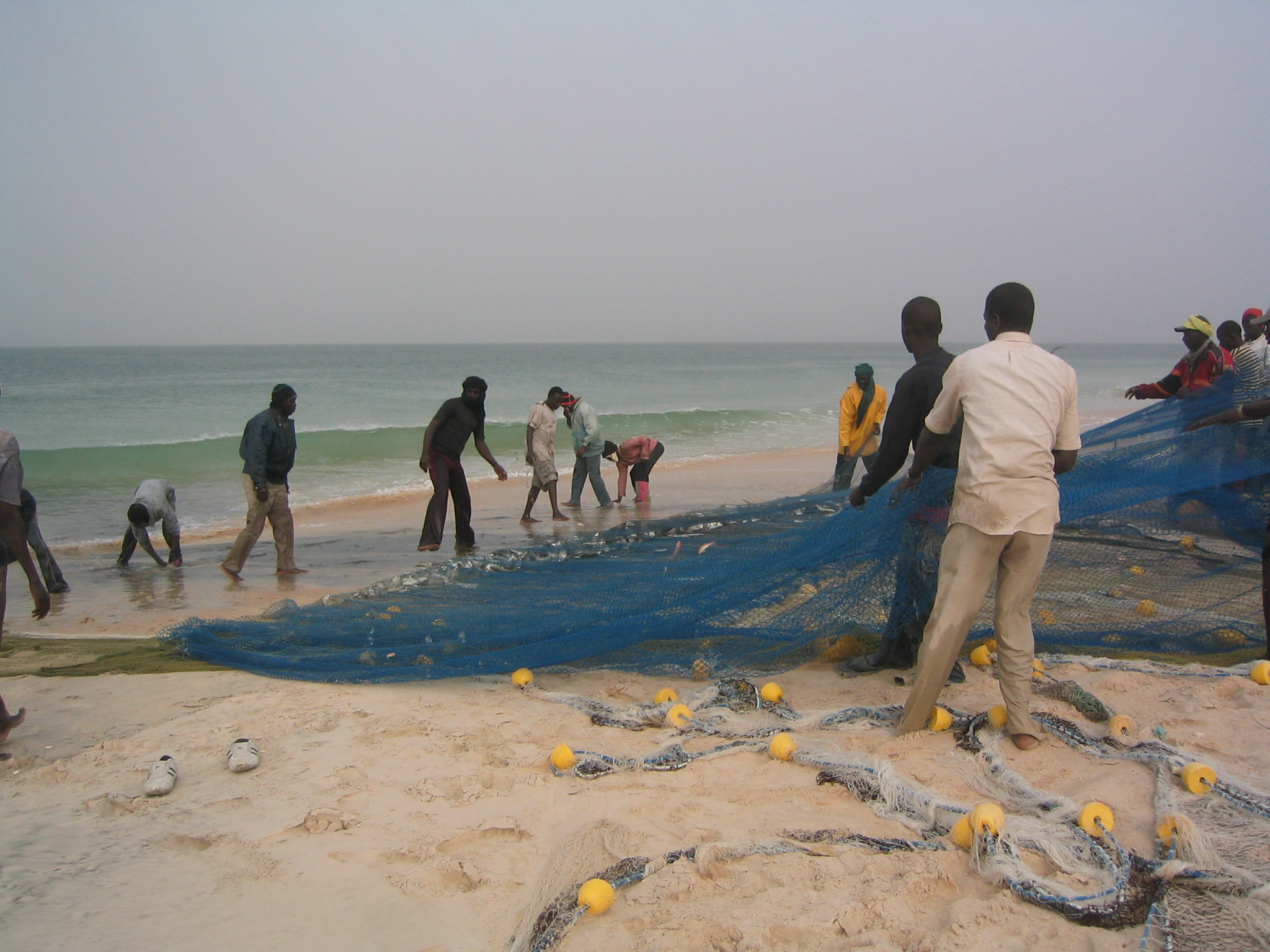
Pescatori a Nouakchott

Mauritania è uno dei paesi più poveri dell'Africa. La maggior parte della popolazione vive al di sotto della soglia di povertà, con un reddito pro capite annuo inferiore a 600 dollari. La presenza di conflitti armati e di disuguaglianze sociali e economiche ha inoltre contribuito all'impoverimento della nazione.
La Mauritania è dotata di un certo quantitativo di riserve di petrolio e di gas nelle acque territoriali, oltre che di una discreta quantità di oro e di diamanti. È a tali riserve che essa affida le proprie speranze di rilancio economico.
Importante centro economico a nord del Paese sull'oceano Atlantico è Nouadhibou, collegato a Las Palmas (Canarie) con un volo Air Mauritanie di 1 ora e 15. Non secondario è lo scalo e l'attività legata alla ferrovia della SNIM, la società nazionale mineraria, che con un treno, considerato il più lungo al mondo (2,4 km per 254 vagoni), trasporta i minerali ferrosi dall'interno (Zouerat) al porto. La miniera a cielo aperto di Zouerat è considerata una delle più grandi miniere attive di ferro al mondo.

### Agricoltura e allevamento
Dei 103 milioni di ettari di superficie territoriale, tre quarti sono costituiti dal deserto del Sahara, il resto ricade nel Sahel. I pascoli occupano il 38% della superficie totale, mentre i terreni coltivabili non superano i 500 000 ettari (ovvero lo 0,5% del totale). La superficie coperta da foreste supera appena i 200 000 ettari.
L'agricoltura è concentrata nel meridione del Paese, lungo il fiume Senegal e i suoi affluenti, dove si coltivano riso e altri cereali, fagiolo dell'occhio e ortaggi. In seccagno, sul 40% dell'area coltivata, si coltivano sorgo, miglio, mais, leguminose da granella e arachide. Nelle oasi, la palma da datteri è coltivata in associazione principalmente con ortaggi e foraggi (erba medica). La quasi totalità della produzione è destinata al consumo interno.
L'allevamento, soprattutto di piccoli ruminanti (15,6 milioni di capi nel 2012), bovini (1,7 milioni di capi) e cammelli (1,4 milioni di capi), praticato in forma estensiva soprattutto nella zona saheliana, è la principale attività del settore rurale.

### Pesca

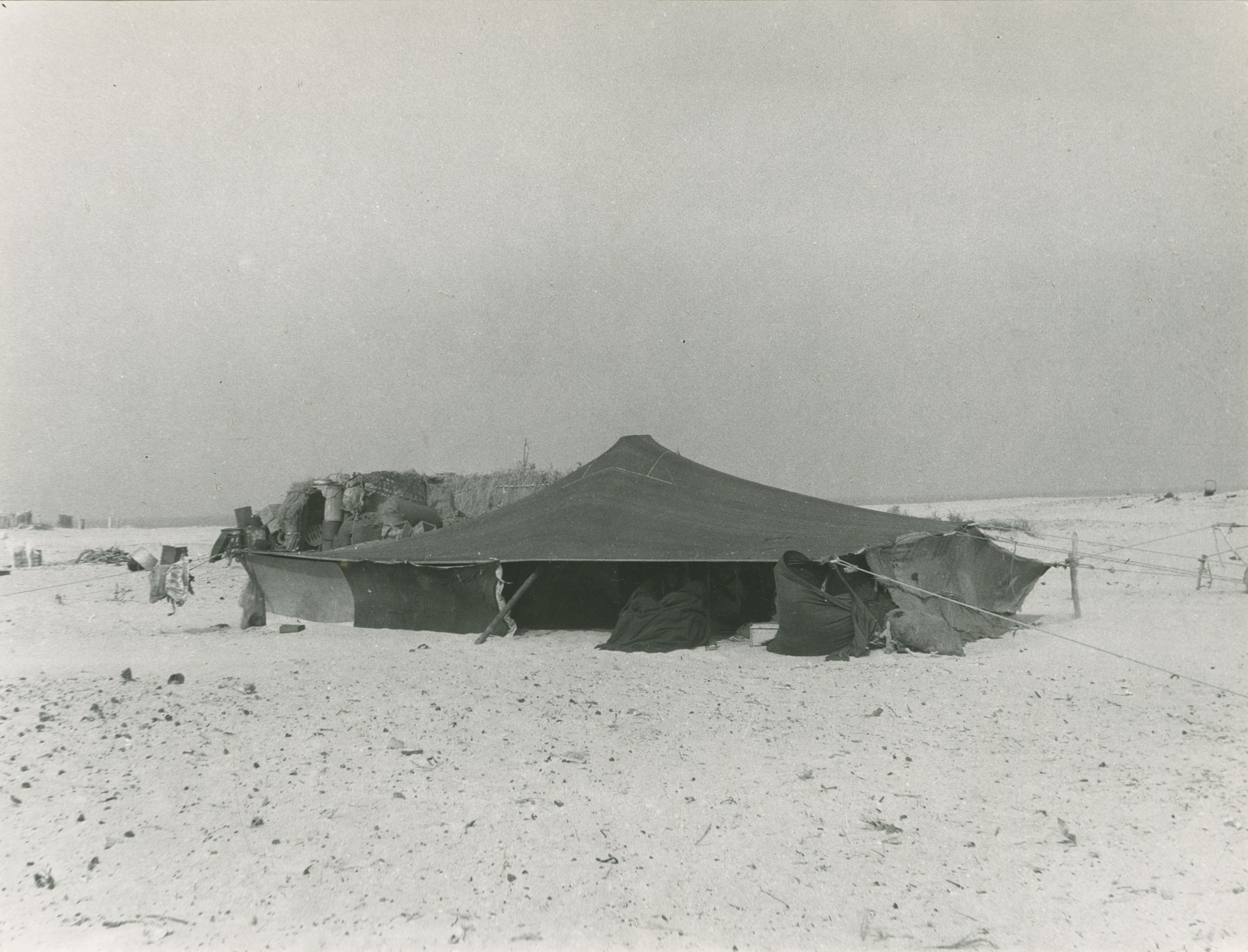
Un accampamento di pescatori nomadi Imraguen lungo le coste mauritane dell'Atlantico.

La pesca e il commercio dei prodotti ittici sono la principale attività del Paese, disponendo di uno dei mari più pescosi al mondo.

### Produzione, commercio e sicurezza alimentare
Il prodotto interno lordo (PIL) per abitante si aggira sui 2 200 dollari all'anno con una partecipazione del settore agricolo del 14,9% nel 2012. Nello stesso anno, il settore impiega il 50% della popolazione attiva, senza apprezzabili differenze di genere (donna 55,5%). Importatore netto di frumento, riso, zucchero, oli e latte in polvere, il Paese esporta prodotti dell'allevamento (8 milioni di dollari nel 2011) e della pesca (140 milioni di dollari nel 2010).
Il 42,0% della popolazione vive sotto la soglia della povertà (nel 2008) che colpisce in particolare la popolazione rurale (59,4%). Secondo il Programma Alimentare Mondiale, il 20-30% della popolazione soffre di forti problemi alimentari.

### Fonti fossili
Greater Tortue Ahmeyim è un impianto per la produzione di gas naturale liquefatto situato al largo della Mauritania e del Senegal, e gestito dalla British Petroleum in collaborazione con Kosmos Energy. L'inizio della produzione è previsto per il primo trimestre del 2025.

## Ambiente

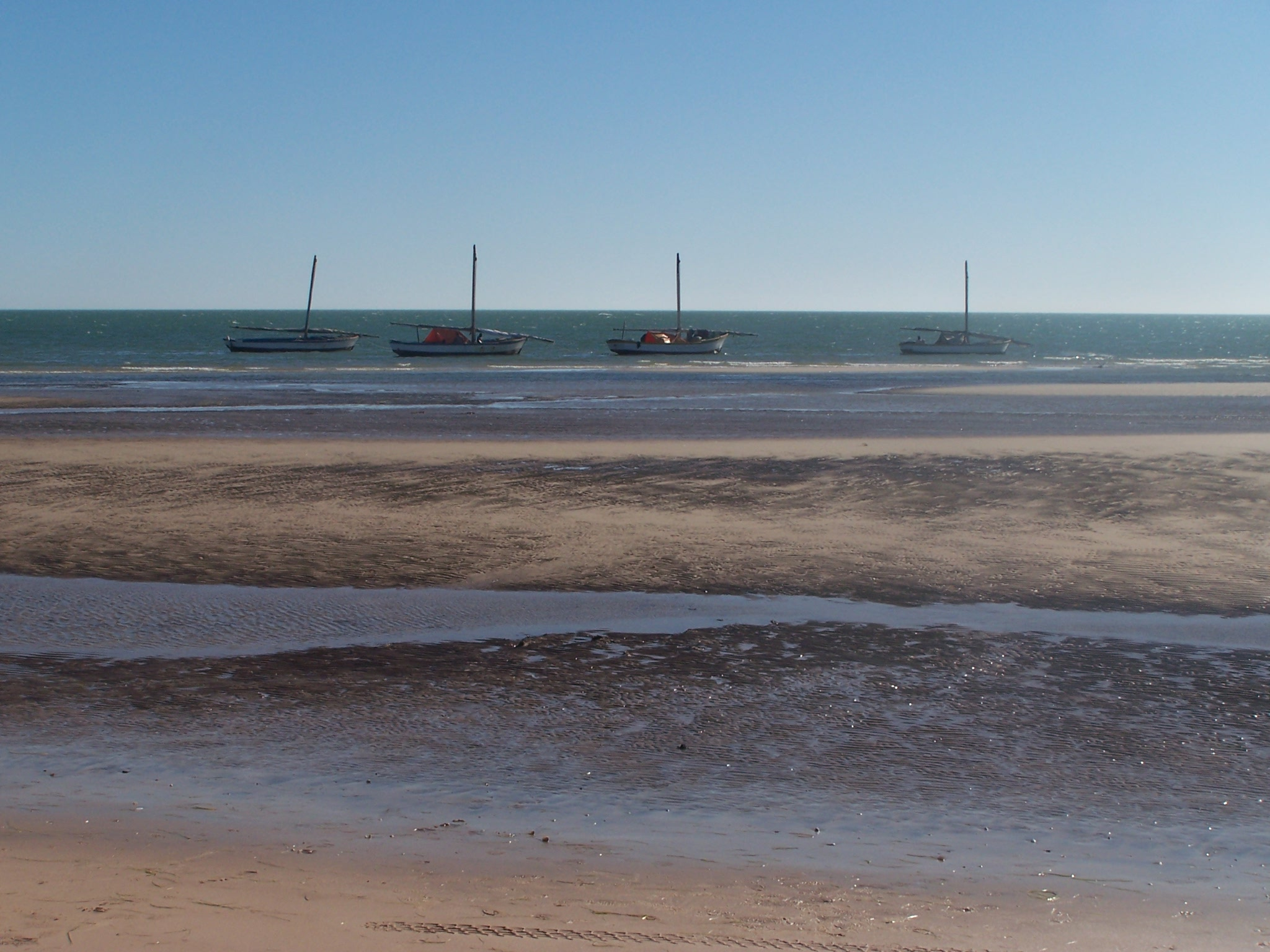
Il Parco Nazionale Banc d'Arguin

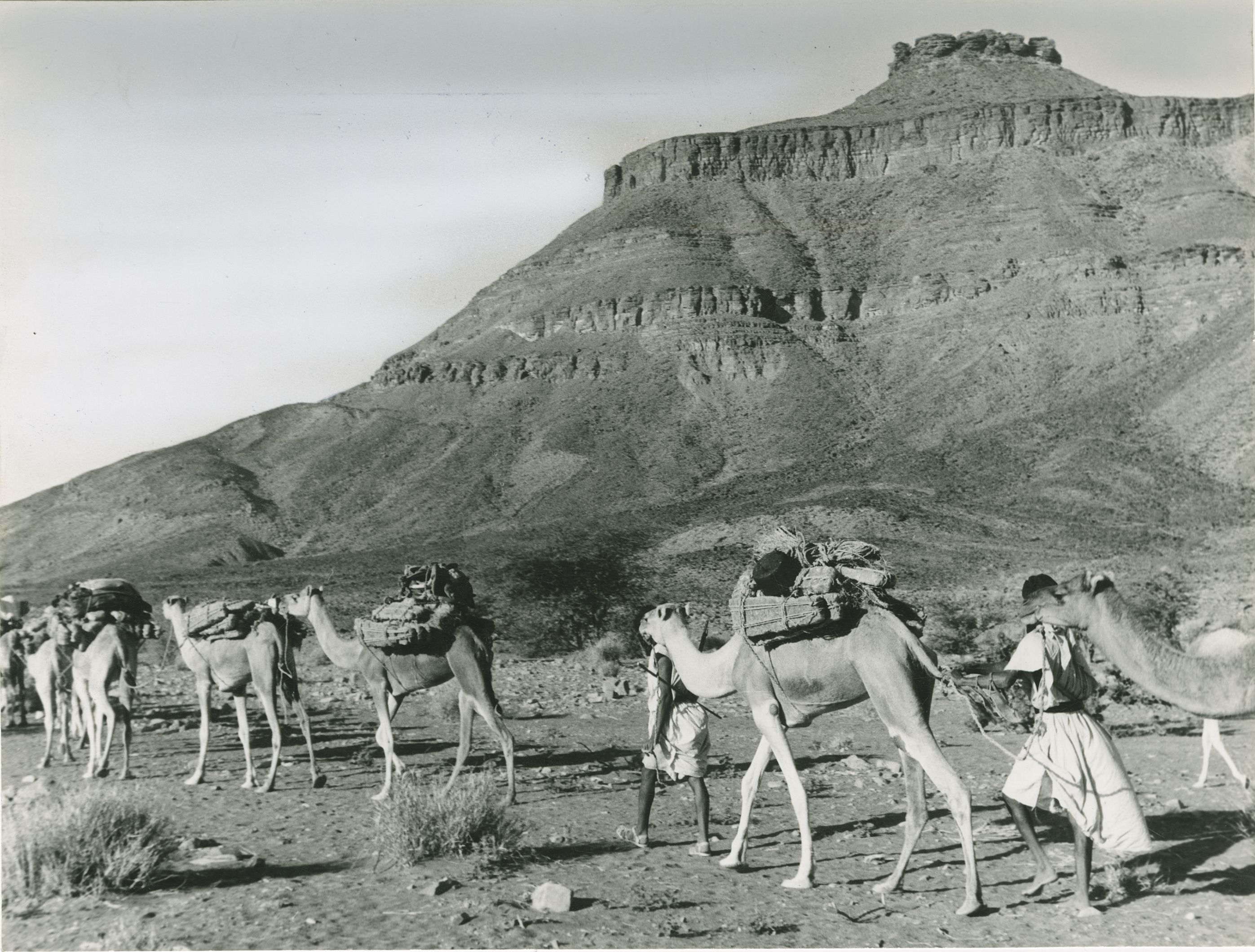
Una carovana di cammelli trasporta il sale nella regione dell'Adrar mauritano.

La flora e fauna della Mauritania riflette la transizione graduale tra i paesaggi iper-aridi del Sahara e le savane semi-aride del Sahel, in un contesto ambientale segnato da forti escursioni climatiche, scarsità idrica e pressioni antropiche. Sebbene la biodiversità non sia particolarmente elevata rispetto ad altri paesi africani, la Mauritania ospita una serie di ecosistemi caratteristici, spesso di rilevanza ecologica regionale o globale, come il Banc d'Arguin lungo la costa atlantica e le oasi montane dell'Adrar.

### Ambienti naturali
Il territorio mauritano è dominato da paesaggi desertici e semi-desertici, con ampie distese di sabbia, rocce e altopiani spogli, interrotti occasionalmente da depressioni e letti fluviali stagionali. Nella parte meridionale, in prossimità del confine con il Senegal e il Mali, si estende una fascia saheliana più umida, che ospita savane aride e corsi d'acqua stagionali come il fiume Senegal. Le aree costiere, seppur aride, sono influenzate dalla corrente fredda delle Canarie, che favorisce la produttività marina e la presenza di estese lagune salmastre.

### Flora
La vegetazione della Mauritania è strettamente legata alla distribuzione delle precipitazioni. Nelle regioni settentrionali e centrali del paese, la flora è estremamente scarsa e comprende per lo più piante erbacee annuali e arbusti spinosi resistenti alla siccità, come diverse specie di acacie e calotropi. Le oasi ospitano coltivazioni di palma da dattero e piccoli appezzamenti agricoli, mentre le montagne dell'Adrar e del Tagant conservano nuclei relitti di vegetazione arborea e arbustiva, residui di epoche climaticamente più favorevoli. Nella fascia meridionale, la copertura vegetale diventa più continua e articolata. Le savane saheliane sono dominate da graminacee stagionali e da alberi come la Balanites aegyptiaca, il tamarindo, il karité e il baobab, anche se la densità e la diversità vegetale restano limitate rispetto ad altre aree del Sahel. Lungo il fiume Senegal e nei bacini temporaneamente inondati crescono specie idrofile, tra cui canne, giunchi e altre piante palustri, che offrono habitat vitali per la fauna acquatica e aviaria.

### Fauna
La fauna della Mauritania riflette le condizioni ecologiche estreme e la relativa scarsità di habitat stabili. Nelle regioni desertiche si incontrano specie altamente adattate alla vita in ambienti aridi, tra cui la gazzella dorcade, il lupo africano, la volpe pallida, il fennec e numerosi piccoli roditori notturni. I rettili sono ben rappresentati, con diverse specie di lucertole, gechi, serpenti e varani. Le aree saheliane ospitano una fauna più variegata, comprendente antilopi come la redunca e il kob, facoceri, manguste, iene e una ricca comunità di uccelli. Tuttavia, molti grandi mammiferi sono oggi rari o localmente estinti, a causa della caccia e della perdita di habitat. I leoni, ad esempio, un tempo presenti nella regione meridionale, sono oggi considerati estirpati a livello nazionale. Una particolare importanza riveste l'avifauna, in parte residente e in parte migratrice. La Mauritania si trova infatti lungo le rotte migratorie afro-europee, e ospita, soprattutto lungo la costa atlantica, grandi concentrazioni di uccelli acquatici. Il Parco nazionale del Banc d'Arguin, riconosciuto come patrimonio mondiale dell'umanità dall'UNESCO, è una delle più importanti aree di sosta e nidificazione per limicoli e altri uccelli marini a livello globale. Vi si possono osservare fenicotteri, pellicani, spatole, aironi, gabbiani, sterne e numerose specie di trampolieri. Le acque costiere della Mauritania sono tra le più pescose dell'Africa, grazie alla risalita di acque fredde che stimola una grande produttività planctonica. Questo ambiente marino sostiene una ricca fauna ittica e cetacea, comprendente delfini, balene e foche monache, oltre a numerose specie commerciali di pesci e crostacei.

### Conservazione
La biodiversità della Mauritania è oggi minacciata dalla desertificazione, dal sovrapascolo, dalla deforestazione e dall'espansione delle attività agricole e minerarie. Tuttavia, il paese ha compiuto alcuni sforzi significativi in materia di conservazione ambientale. Il Parco nazionale del Banc d'Arguin, creato nel 1976, rappresenta il principale esempio di area protetta efficace, con una gestione condivisa tra autorità statali e comunità locali di pescatori Imraguen. Altre iniziative includono il Parco nazionale del Diawling, situato nella valle del fiume Senegal, e varie riserve forestali e faunistiche nella regione sud-orientale del paese. I programmi di conservazione sono spesso sostenuti da organismi internazionali e mirano anche alla tutela delle risorse idriche e degli habitat oasiani.

## Cultura

### Arte

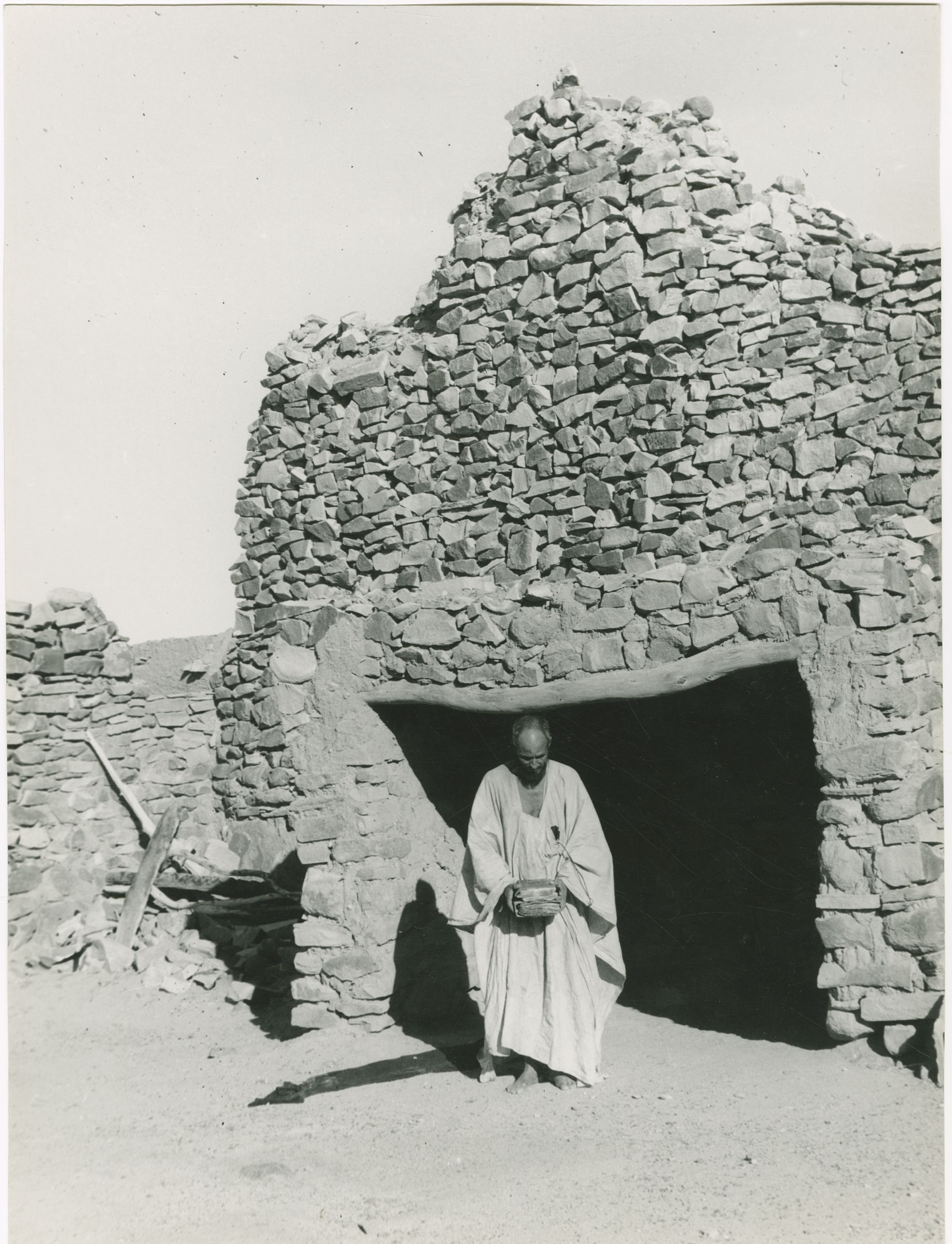
Un uomo con alcuni manoscritti all'ingresso della moschea di Ouadane nel 1965.

Nei pressi di Nema, di notevole importanza è Kumbi Saleh, la capitale leggendaria dell'impero medievale del Ghana, nonché il sito archeologico più famoso della Mauritania. I primi ritrovamenti ebbero luogo nel 1913, e da allora è stata riportata alla luce un'imponente moschea, ciò che dà corpo all'ipotesi che migliaia di persone abbiano un tempo popolato la città, rendendola per l'epoca una delle più grandi del mondo. Di grande importanza artistica sono i dipinti rupestri trovati a Bir Moghrein risalenti al sec. XVI a.C.
I reperti archeologici rinvenuti presso Kumbi Saleh, Aoudaghost e Azougui, sono esposti al museo nazionale di Nouakchott.
Di notevole interesse culturale la biblioteca di Oualâta con antichi manoscritti.
Il museo di Zouerate è organizzato in tre sale. La prima è dedicata alla preistoria, la seconda conserva documenti e oggetti mauritani contemporanei, la terza sala è dedicata alla miniera (la SNIM, Società Nazionale delle Industrie Minerarie, che ha finanziato la realizzazione del museo).

### Patrimoni dell'umanità
Alcuni siti della Mauritania sono stati iscritti nella Lista dei patrimoni dell'umanità dell'UNESCO.

### Produzione letteraria
Tra gli scrittori mauritani affermatisi nel XXI secolo possiamo ricordare Mohamedou Ould Slahi.

### Musica
Per quanto concerne il campo musicale Malouma Mint El Meidah è forse la più famosa cantante mauritana

### Cinema
In campo cinematografico la Mauritania ha avuto importanti riconoscimenti internazionali come con il regista Abderrahmane Sissako i cui film Aspettando la felicità (2002) e Timbuktu hanno ricevuto vari premi. Timbuktu, tra l'altro, è stato il primo film della Mauritania candidato per l'Oscar al miglior film straniero nel 2014.

## Tradizioni
La Guetna o fête des dattes (festa dei datteri) è una festa che si svolge tra luglio e agosto, in concomitanza con la raccolta dei datteri nelle oasi. In questo periodo le famiglie lasciano le città o gli accampamenti per riunirsi nei palmeti (attrezzati con capanne) dove, in un ambiente festoso, si celebrano matrimoni e hanno luogo i concerti dei griot.
Come nella maggior parte dei Paesi musulmani anche in Mauritania è praticata la tradizione religiosa del henné.

## Ricorrenza nazionale
- 28 novembre: عيد الاستقلال : si celebra l'indipendenza dalla Francia nel 1960.